# Плёвен
Плёвен (нем. Plöwen, пол. Pławno) — коммуна в Германии, в земле Мекленбург-Передняя Померания.
Входит в состав района Иккер-Рандов. Подчиняется управлению Лёкниц-Пенкун. Население составляет 304 человека (2009); в 2003 г. — 317. Занимает площадь 15,05 км².
| Год  | Население |
| ---- | --------- |
| 1991 | 348       |
| 1995 | 331       |
| 2000 | 324       |
| 2005 | 294       |
| 2010 | 306       |